# Refuge des Écrins
Il refuge des Écrins è un rifugio alpino situato nel comune di Pelvoux e collocato nel massiccio degli Écrins a 3.175 m s.l.m.

## Collocazione
Il rifugio è edificato sopra il Glacier Blanc su uno sperone roccioso.

## Accesso
L'accesso avviene partendo dalla località  Pré de Madame Carle (1.874 m). Di qui si sale prima al refuge du Glacier Blanc (2.542 m) e poi costeggiando il Glacier Blanc si arriva al rifugio. L'accesso avviene in circa cinque ore.

## Ascensioni
- Barre des Écrins - 4.102 m
- Pic Lory - 4.088 m
- Dôme de neige des Écrins - 4.015 m
- Roche Faurio - 3.730 m
- Pic de neige Cordier - 3.614 m